# Пыча (приток Снигиревки)
Пыча — река в России, протекает по Оричевскому району Кировской области. Устье реки находится в 30 км от устья реки Снигирёвки по левому берегу. Длина реки составляет 11 км.
Исток реки в лесном массиве северо-восточнее села Монастырщина (Пустошенское сельское поселение). Река течёт на восток, протекает деревни Щенники и Заболотье. Притоки — Чёрная и Белая (левые).

## Данные водного реестра
По данным государственного водного реестра России относится к Камскому бассейновому округу, водохозяйственный участок реки — Вятка от города Киров до города Котельнич, речной подбассейн реки — Вятка. Речной бассейн реки — Кама.
Код объекта в государственном водном реестре — 10010300312111100034785.